# Leone Efrati
Leone Efrati (Roma, 23 maggio 1915 – Ebensee, 17 aprile 1945) fu un pugile italiano, tra le vittime ebree romane dell'Olocausto.

## Biografia
Leone Efrati (pronuncia Èfrati), noto anche con il soprannome di Lelletto, è stato un pugile italiano di religione ebraica nella categoria dei pesi piuma. Prima di partire dall'Italia per intraprendere una brillante carriera internazionale, combatté contro i migliori pugili italiani come i futuri campioni europei Gino Bondavalli e Gino Cattaneo, perdendo due volte dal primo e ottenendo una sconfitta e una vittoria dal secondo.
L'apice della sua carriera fu toccato nel 1939 quando fu giudicato tra i migliori 10 pesi piuma mondiali. L'anno precedente, il 28 dicembre 1938 sfidò in USA, per la scalata al titolo mondiale di categoria, Leo Rodak.
La sua carriera fu interrotta però dalle Leggi razziali proprio quando si trovava in quegli Stati Uniti di cui rifiutò l'ospitalità per tornare in patria. Rientrato in Italia alla fine del 1939 venne riaffiliato nella Federazione Pugilistica Italiana, ma non evitò il rastrellamento e fu deportato ad Auschwitz insieme al fratello.

## La prigionia ad Auschwitz
Nel campo di concentramento di Auschwitz fu costretto a battersi contro pugili più pesanti di lui per soddisfare la sete di scommesse e di divertimento dei suoi aguzzini. 
Un giorno, rientrando nel suo block, venne a sapere che il fratello era stato picchiato a sangue da alcuni kapò. Appresa la notizia reagì violentemente provocando la reazione dei soldati tedeschi che, per tutta risposta, lo tramortirono, riducendolo a terra moribondo. Efrati, sempre più esanime, finì nei forni crematori del campo di concentramento di Ebensee il 17 aprile 1945.
È stato inserito nella International Jewish Sports Hall of Fame cri .
Martedì 28 gennaio, al Teatro Palladium di Roma, è andato in scena lo spettacolo teatrale "L’Uragano, storia di Leone Efrati", di Antonello Capurso, con Antonello Capurso, Alessandro Cecchini, Micol Pavoncello.
Nel 2023 è uscito il libro che ricostruisce la sua vita: "La piuma del ghetto" (Gallucci editore), di Antonello Capurso.